# Cyphanthera albicans
Cyphanthera albicans ist eine in Australien endemische Pflanzenart. Sie ist eine von neun Arten innerhalb der Gattung Cyphanthera aus der Familie der Nachtschattengewächse (Solanaceae).

## Beschreibung
Cyphanthera albicans ist ein aufrecht wachsender Strauch, der Wuchshöhen von bis zu 3 m erreicht. Seine Zweige sind körnig filzig oder dicht behaart. Die Behaarung besteht meist aus baumförmigen nichtdrüsigen Trichomen, zwischen denen einige verstreute drüsige Trichome stehen.
Die Laubblätter sind elliptisch bis eiförmig oder umgekehrt eiförmig, werden 5 bis 45 mm lang und 1,5 bis 7 mm breit, die jüngeren Laubblätter können jedoch bis 13 cm lang und 4 cm breit werden. Die Blattspreite ist filzig behaart.
Die Blütenstände sind doldenrispig und dicht gebaut. Die Blütenstiele sind 1 bis 6 mm lang. Der Kelch ist spärlich bis dicht behaart und wird 2 bis 5,5 mm lang. Die Krone ist 6 bis 22 mm lang, kann unbehaart oder behaart sein und ist weiß, cremefarben oder blassgelb gefärbt und von violetten Streifen durchzogen. Die Kronlappen sind eiförmig-abgeschnitten bis nahezu linealisch, sie werden 3 bis 5 mm lang. Die Staubblätter werden 2 bis 5 mm lang.
Die Früchte sind kugelförmige bis breit elliptische und 2,5 bis 8 mm lange Kapseln.

## Verbreitung, Standorte und Ökologie
Die Art kommt ausschließlich in Australien vor und ist in den Bundesstaaten New South Wales, Queensland und Victoria an unterschiedlichsten Standorten weit verbreitet, aber allgemein nicht häufig anzutreffen.
Die Art blüht im Frühjahr bis zum frühen Sommer.

## Systematik
Innerhalb der Art werden drei Unterarten unterschieden:
- Cyphanthera albicans subsp. albicans
- Cyphanthera albicans subsp. notabilis Haegi
- Cyphanthera albicans subsp. tomentosa (Benth.) Haegi